# Aspilota digitula
Aspilota digitula är en stekelart som beskrevs av Papp 2008. Aspilota digitula ingår i släktet Aspilota och familjen bracksteklar. Inga underarter finns listade.